# 綾峰欄人
綾峰欄人（日语：／ Ayamine Rando，1974年2月17日—），日本漫畫家、漫畫原作者、插畫家。出身於兵庫縣尼崎市。男性。A型血。

## 來歷
高中畢業後，他以成為漫畫家為目標搬到東京，並進入東京動畫師學院。從同一所學校畢業後，約4年半擔任藤澤亨的助手。1999年春天，在《週刊少年Magazine》上連載《閃靈二人組》出道。也負責漫畫原作者青樹佑夜創作的小說《超異能少年》的插圖。
2008年，他在《月刊少年Rival》開始了本身的第一部獨立連載作品《Holy Talker ～神聖福音～》，2010年休載，青樹的原作漫畫《鬼若與牛若 Edge of the World》再次在《週刊少年Magazine》連載，但因身體狀況不佳只連載6回而無限期休載，重新啟動的時間未知。此後，他專注於作為原作者活動。2010年6月8日這一天，綾峰在自己的部落格上報道稱，中斷的原因是本身患有嚴重的憂鬱症。

## 人物
- 綾峰有一個不尋常的經歷，在沒有贏得任何漫畫獎項或出版一次性作品的情況下突然首次連載。
- 基本上睡3小時。由於這種生活方式，他一度身體不適，甚至不得不暫停連載。
- 他表示，《閃靈二人組》描繪的色情場面不是為讀者服務，而是本身自己的愛好（來自《閃靈二人組 裏》）。而且，色情場面太極端，被編輯罵了。
- 曾致力於支援東日本大震災的受災戶，並與其他漫畫家共同創作東日本大震災慈善同人誌「pray for Japan（日语：東日本大震災チャリティ同人誌「pray for Japan」）」[6]。

## 作品列表

### 漫畫
- 閃靈二人組（原作：青樹佑夜，《週刊少年Magazine》，1999年—2007年，講談社）—單行本全39冊。
- Holy Talker ～神聖福音～（日语：ホーリートーカー）（《月刊少年Rival（日语：月刊少年ライバル）》，2008年—2010年[注 1]，講談社）—單行本已出版6冊。
- 再來一碗!! 女神大人!! 第5回（《月刊Afternoon》，2009年，講談社）—於11月號發表。短篇。藤島康介原作漫畫作品《幸運女神》官方所企劃的漫畫選集。
- 鬼若與牛若 Edge of the World（原作：青樹佑夜，《週刊少年Magazine》，2010年—）—休載中）

### 漫畫原作
- MAJESTIC PRINCE（日语：マジェスティックプリンス (漫画)）（作畫：新島光，《月刊Hero's》，2011年—2019年，Hero's）—單行本全16冊。
- 特區八犬士【code:T-8】（作畫：栗元健太郎/咲，《Manga Box（日语：マンガボックス）》，2013年—2015年，講談社）—單行本全5冊。
- 碧藍幻想外傳 追憶之亞西維爾（負責劇本、構成，原作：Cygames，《Cycomic》，2017年—2020年）—第一部完，單行本全4冊。
- （作畫：蒼乃逢生，《Comiplex》，2020年—2022年，Hero's）—第一部完，單行本全3冊。
- 戰國BASARA 雙極之幻（擔任構成，作畫：淺田有皆，監修、協力：CAPCOM，《Hero's!!》2021年1月號[7]—→《Comiplex》—2022年11月25日[8]，Hero's）—單行本全5冊。

### 插畫
- 超異能少年（日语：サイコバスターズ）（原作：青樹佑夜）—單行本全3冊。

### 插圖
- 「刀劍亂舞 -ONLINE-絆」選集明信片書（Hero's）—山姥切國廣
- 夢幻之星Online2 es—遊戲內Chip插圖

## 師父
- 藤澤亨

## 助手
- 大久保篤
- 寺裕二
- 米林昇輝（日语：米林昇輝）
- 岡田有希（日语：岡田有希）
- 二階堂光（日语：二階堂ヒカル）
- 下津浦宏
- 二宮裕次（日语：二宮裕次）

## 腳註

## 外部連結
- （日語）—綾峰欄人的官方個人部落格。
- 綾峰欄人的X（前Twitter） （日語）